# Wolfgang Berg (Physiker)

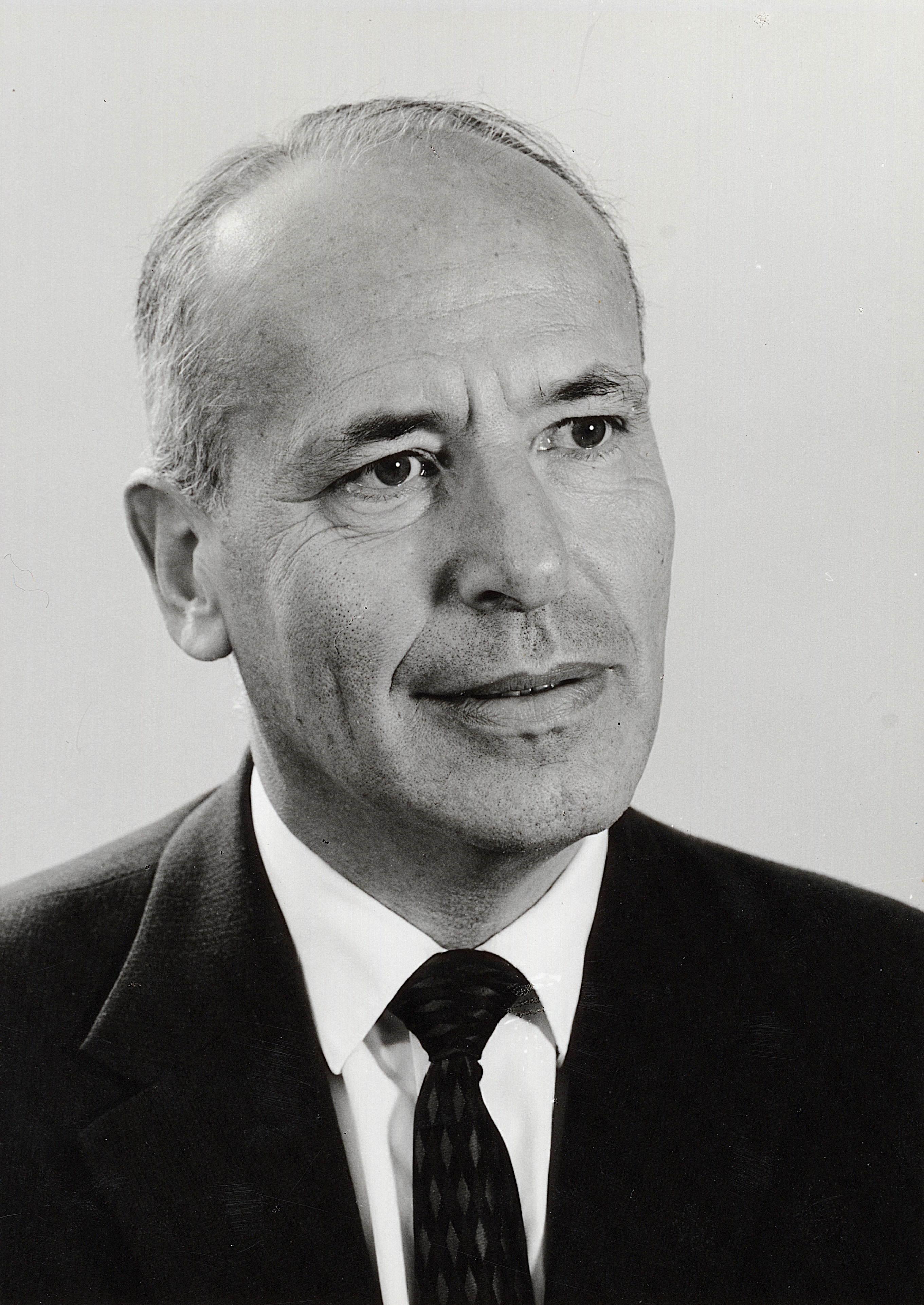
Wolfgang Berg, um 1960

Wolfgang Friedrich Berg (* 30. März 1908 in Göttingen; † 13. Juli 1984 in Zürich) war ein deutsch-britisch-schweizerischer Physiker.

## Leben und Tätigkeit
Berg war das dritte Kind des Otto Berg und seiner Frau Julie geb. Zuntz. Sein Vater war seit 1911 Privatdozent für Physik in Berlin. In seiner Jugend besuchte Berg das humanistische Gymnasium in Zehlendorf, das Realgymnasium in Schmargendorf und das Grunewald-Gymnasium. Nach dem Bestehen der Reifeprüfung am 25. Februar 1927 studierte er Physik, Mathematik und Chemie an der Friedrich-Wilhelms-Universität in Berlin. 1932 wurde er mit einer von Peter Pringsheim betreuten Dissertation über Jodfluoreszenz promoviert. 
Bergs besonderes Interesse während seiner Assistenzzeit galt der Erforschung von Kristallen. 1930 gelang es ihm in einer heute als klassisch geltenden Arbeit, den röntgenographischen Nachweis von Gitterstörungen in Kristallen zu erbringen.
Nach der Machtergreifung der Nationalsozialisten im Frühjahr 1933 wurde Berg aus dem Staatsdienst verdrängt. Er übersiedelte nach Manchester, wo er dank eines Stipendiums unter Aufsicht von William Lawrence Bragg seine röntgenographischen Arbeiten über Gitterstörungen in Metallen fortsetzen konnte. In Ergänzung zu seinem Doktorgrad erwarb er dort 1936 den angelsächsischen Grad eines Ph.D.
1936 wechselte Berg in den Dienst des Forschungslabors der Kodak Ltd in Harrow, in dem er bis 1961 tätig war. Seine Hauptaufgabe dort war die Beaufsichtigung von Entwicklungsarbeiten über fotografische Emulsionen sowie von Forschungen über den fotografischen Prozess. Daneben lehrte er an der London School of Medical Photography und arbeitete bei einer Reihe von Zeitschriften mit. 1946 erhielt Berg die britische Staatsbürgerschaft.
Von den nationalsozialistischen Polizeiorganen wurde Berg nach seiner Emigration als Staatsfeind eingestuft: Im Frühjahr 1940 setzte das Reichssicherheitshauptamt in Berlin ihn auf die Sonderfahndungsliste G.B., ein Verzeichnis von Personen,  die im Falle einer erfolgreichen deutschen Invasion Großbritanniens durch die Sonderkommandos der SS-Einsatzgruppen mit besonderer Priorität ausfindig gemacht und verhaftet werden sollten.
Zum 1. Oktober 1961 wurde Berg als Nachfolger von John Eggert als Ordinarius für wissenschaftliche Fotografie an der ETH Zürich bestallt. Er behielt diese Professur bis zu seiner Emeritierung am 31. März 1978 bei. Während seiner Tätigkeit an der ETH publizierte Berg insgesamt 125 Einzelveröffentlichungen sowie zwölf Patentschriften. 1976 erhielt er die schweizerische Staatsbürgerschaft.
Neben seiner Forschungs- und Lehrtätigkeit war Berg seit 1960 Chefredakteur der Zeitschrift Focal Library. Im Ruhestand wurde Berg u. a. zum Honorary Professor der Academia Sinica in Peking ernannt. Zudem war er lange Jahre Präsident des International Committee of the Science of Photography.
Berg war seit 1933 verheiratet mit Lisa Steffens. Berg wurde 1937 Mitglied der Religiösen Gesellschaft der Freunde (Quäker) in England.

## Schriften
- Über die Auslöschung der Jod-Fluoreszenz durch Magnetfelder und durch Fremdgase, Berlin 1932 (Dissertation).
- Photographic Science: Symposium, Zürich 1961, 1961.
- Exposure: Theory and Practice, 1971.